# ريتشارد إيرفاين
ريتشارد إيرفاين (بالإنجليزية: Richard Irvine)‏ هو مخرج فني أمريكي، ولد في 5 أبريل 1910 في مدينة سولت ليك في الولايات المتحدة، وتوفي في 30 مارس 1976 في لوس أنجلوس في الولايات المتحدة.

## وصلات خارجية
- ريتشارد إيرفاين على موقع IMDb (الإنجليزية)
- ريتشارد إيرفاين على موقع أول موفي (الإنجليزية)
- ريتشارد إيرفاين على موقع قاعدة بيانات الفيلم (الإنجليزية)